# Lenyűgöző teremtmények
A Lenyűgöző teremtmények (eredeti cím: Beautiful Creatures) 2013-as amerikai romantikus-fantasyfilm, amelyet Richard LaGravenese írt és rendezett Kami Garcia és Margaret Stohl 2009-es azonos című regénye alapján. A főszerepekben Alden Ehrenreich, Alice Englert, Jeremy Irons, Viola Davis, Emmy Rossum, Thomas Mann és Emma Thompson láthatóak.
A filmet az Amerikai Egyesült Államokban 2013. február 14-én mutatta be a Warner Bros., Magyarországon február 14-én jelent meg a ProVideo forgalmazásában. Általánosságban vegyes véleményeket kapott a kritikusoktól.

## Cselekmény
Ethan Wate alig várja, hogy leérettségizzen, és elhagyja a dél-karolinai Gatlin kisvárost. Édesanyja nemrég meghalt, apja pedig a gyász miatt egész napra bezárkózik egy szobába, hogy könyvet írhasson.
Ethan egy olyan lányról álmodik, akivel még sosem találkozott. Az álmokban próbálja megfogni a lány kezét, hogy megmentse az életét, de az álom mindig rosszul végződik. Amikor az iskolában felbukkan egy új lány, Lena Duchannes – akit álmaiban látott – azonnal vonzódni kezd hozzá.

## Szereplők
- Alden Ehrenreich - Ethan Wate
- Alice Englert - Lena Duchannes
- Jeremy Irons - Macon Melchizedek Ravenwood
- Viola Davis - Amarie Treadeau, "Amma"
- Emmy Rossum - Ridley Duchannes
- Thomas Mann - Wesley Jefferson Lincoln, "Link"
- Emma Thompson - Mavis Lincoln/Sarafine Duchannes
- Margo Martindale - Delphine Duchannes, "Del néni"[6]
- Eileen Atkins - Emmaline Duchannes, "Nagymama"[7]
- Zoey Deutch - Emily Asher[6]
- Tiffany Boone - Savannah Snow
- Kyle Gallner - Larkin Kent
- Rachel Brosnahan - Genevieve Katherine Duchannes[6]
- Pruitt Taylor Vince - Mr. Lee
- Robin Skye - Mrs. Hester
- Randy Redd - Stephens tiszteletes
- Lance E. Nichols - Snow polgármester
- Leslie Castay - Herbert igazgató
- Sam Gilroy - Ethan Carter Wate
- Gwendolyn Mulamba - Mrs. Snow
- Cindy Hogan - Mrs. Asher

## Megjelenés
A Lenyűgöző teremtmények megjelenési dátuma eredetileg 2013. február 13-án lett volna, de a Warner Bros. elhalasztotta 2013. február 24-re. A filmet Svédországban 13-án mutatták be, egy nappal a film észak-amerikai bemutatója előtt. A hivatalos amerikai premierjét 2013. február 11-én tartották New Yorkban.

### Bevétel
A film 10 124 912 dolláros bevételt hozotta nyitóhétvégén (a csütörtöki bemutatókat is beleértve), ami az elvárásokat alulteljesítette.
A filmet belföldön bukásként tartották számon, mivel az észak-amerikai mozikban mindössze 19 452 138 dolláros bevételt ért el (60 millió dolláros gyártási költségvetéssel szemben), míg nemzetközileg jobban teljesített, 40 600 000 dolláros bevétellel. 2013. április 21-ig a film világszerte 60 052 138 dolláros bevételt ért el, ami pénzügyi veszteséget jelentett, mivel nem sikerült visszahoznia a gyártási költségvetését és egyéb költségeit.
A Variety magazin a Lenyűgöző teremtmények című filmet „Hollywood 2013 legnagyobb kasszasikerei” közé sorolta.

### Médiakiadás
A film 2013. május 21-én jelent meg DVD-n és Blu-ray lemezen. Az első hónapban a film DVD és Blu-ray formátumban összesen mintegy 428 792 példányban kelt el, ami 7 377 859 dolláros bevételt hozott. 2013. június 16-ig a film becsült bevétele 10 337 826 dollár volt a DVD és Blu-ray eladásokban.